# Інді
Інді (англ. Indie від англ. Independent — незалежний) — термін, яким позначаються мистецькі рухи й напрямки, незалежні від мейнстриму.
Зазвичай інді-твори, наприклад, інді-кіно не мають великого бюджету, хоча іноді приносять дуже великі прибутки.